# Stefano Zamagni

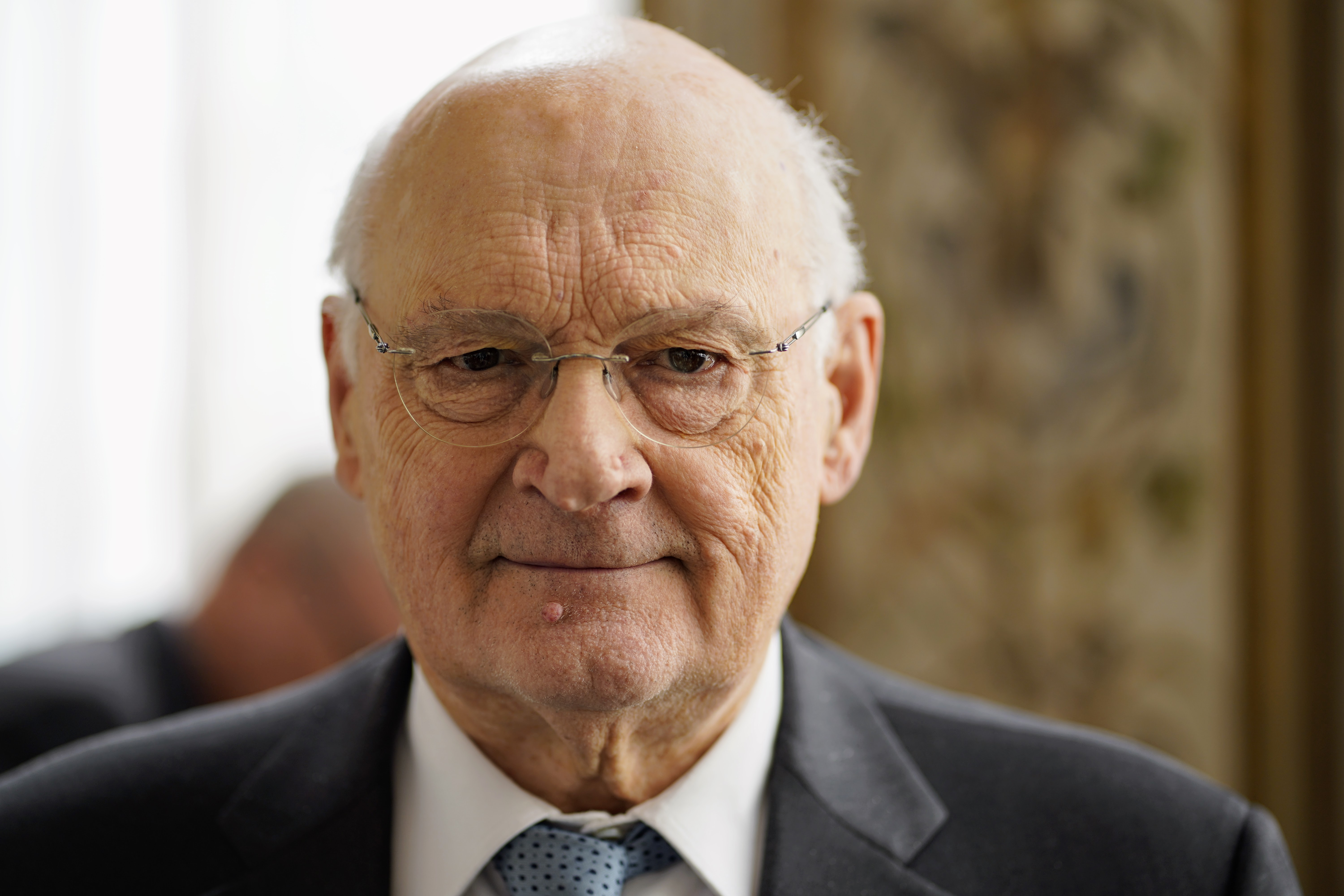
Stefano Zamagni, 2020

Stefano Zamagni (* 4. Januar 1943 in Rimini) ist ein italienischer Wirtschaftswissenschaftler und Präsident der Päpstlichen Akademie der Sozialwissenschaften (2019–2023).

## Leben
Zamagni studierte an der Katholischen Universität Mailand. Von 1966 bis 1969 war er ebenda Lehrbeauftragter. Von 1973 bis 1979 hatte er eine ordentliche Professur an der Universität Parma inne. Seit 1979 ist er Professor für Volkswirtschaft an der Universität Bologna. Von 1985 bis 1993 war er Direktor der Abteilung für Wirtschaftswissenschaften, von 1993 bis 1996 Dekan der Fakultät für Wirtschaftswissenschaften der Universität Bologna.
Von 1985 bis 2007 hatte er eine ständige Gastprofessur an der Wirtschaftsuniversität Luigi Bocconi inne. Seit 1983 ist der Adjunct Professor am Bologna Center der Johns Hopkins University. Er hatte eine Gastprofessur für Nationalökonomie an der Deakin University inne.
Er ist seit 1968 mit Vera Negri verheiratet und hat zwei Töchter.

## Wirken
Papst Franziskus bestellte ihn am 9. November 2013 zum ordentlichen Mitglied der Päpstlichen Akademie der Sozialwissenschaften. Er ist Fellow der Akademie der Wissenschaften von Mailand, der Akademie der Wissenschaften von Bologna und der Akademie der Wissenschaften von Modena sowie Fellow der New York Academy of Sciences, New York. Er ist Mitglied der Päpstlichen Stiftung Centesimus Annus Pro Pontifice (CAPP).
Er war von 1989 bis 1999 Exekutivmitglied der International Economic Association sowie von 1999 bis 2007 Präsident von der NGO International Catholic Migration Committee (ICMC), Genf. Er ist Mitglied der „Human Development and Capability Association“ der Harvard University. Er ist seit 2007 Präsident der Agenzia per le Onlus, der italienischen Kommission für den Non-Profit-Sektor und Nichtregierungsorganisationen.
Stefano Zamagni hat zahlreiche Werke veröffentlicht. Er hat sich auch mit der Modernisierung der Zivilökonomie beschäftigt, die eine Theorie ist, die auf der freien Marktwirtschaft mit Reziprozität, Brüderlichkeit, Generativität und intergenerationeller Solidarität basiert. Zamagni ist Mitglied des wissenschaftlichen Komitees der verschiedenen wirtschaftlichen Zeitschriften und Rezensionen.
Für seine wissenschaftliche Arbeit und Engagement wurde er mehrfach ausgezeichnet, wie dem McDonnel Distinguished Scholar in Helsinki (1992), Paul Harris Fellow by Rotary International (1995), St. Vincent Economics Prize der Aosta Valley Regional Government (1989), Capri Economics Prize der Association of the Development of Social Sciences (1996), Golden Sigismondo Prize der Stadt Rimini (1997), Goldmedaille der International Center Pio Manzu (1998), Ehrenbürgerwürde der argentinischen Städte Rosario und Mar del Plata, Goldmedaille der italienischen Sparkassen (2005).
2007 wurde er durch Papst Benedikt XVI. zum Ritter des Gregoriusorden ernannt.
Papst Franziskus ernannte ihn am 27. März 2019 zum Präsidenten der Päpstlichen Akademie der Sozialwissenschaften. Am 1. April 2023 wurde Helen Alford seine Nachfolgerin.